# Syrphophagus luciani
Syrphophagus luciani är en stekelart som först beskrevs av Girault 1922.  Syrphophagus luciani ingår i släktet Syrphophagus och familjen sköldlussteklar. Inga underarter finns listade i Catalogue of Life.